# Thermesiini
Tribu
Les Thermesiini sont une tribu de papillons de nuit de la sous-famille des Erebinae (famille des Erebidae).

## Liste des genres
Selon ITIS (20 juillet 2024) :
- Ascalapha Hübner, 1809
- Hemeroblemma Hübner, 1818
- Latebraria Guenée, 1852
- Letis Hübner, 1821
- Thysania Dalman, 1824

## Classification
Le nom valide complet (avec auteur) de ce taxon est Thermesiini Guenée, 1852.